# Беса (Печ)
Футбольний клуб «Беса» або просто ФК «Беса» (алб. Klubi Futbollistik Besa Pejë; серб. Фудбалски клуб Беса Пећ / Fudbalski klub Besa Peć; ФК Беса / FK Besa) — професіональний косовський футбольний клуб із міста Печ.

## Досягнення
- Райфайзен Суперліга Косово
  -  Чемпіон (4): 1997/98, 2004/05, 2005/06, 2006/07
  -  Срібний призер (3): 2003/04, 2008/09, 2014/15
  -  Бронзовий призер (2): 2007/08, 2012/13

- Кубок Косова
  -  Володар (3): 2004/05, 2010/11, 2016/17
  -  Фіналіст (1): 2003/04

- Суперкубок Косова
  -  Володар (1): 2004/05

- Косовська Ліга (до 1991 року)
  -  Чемпіон (4): 1961/62, 1965/66, 1977/78, 1988/89